# 王宮 (貝爾格萊德)

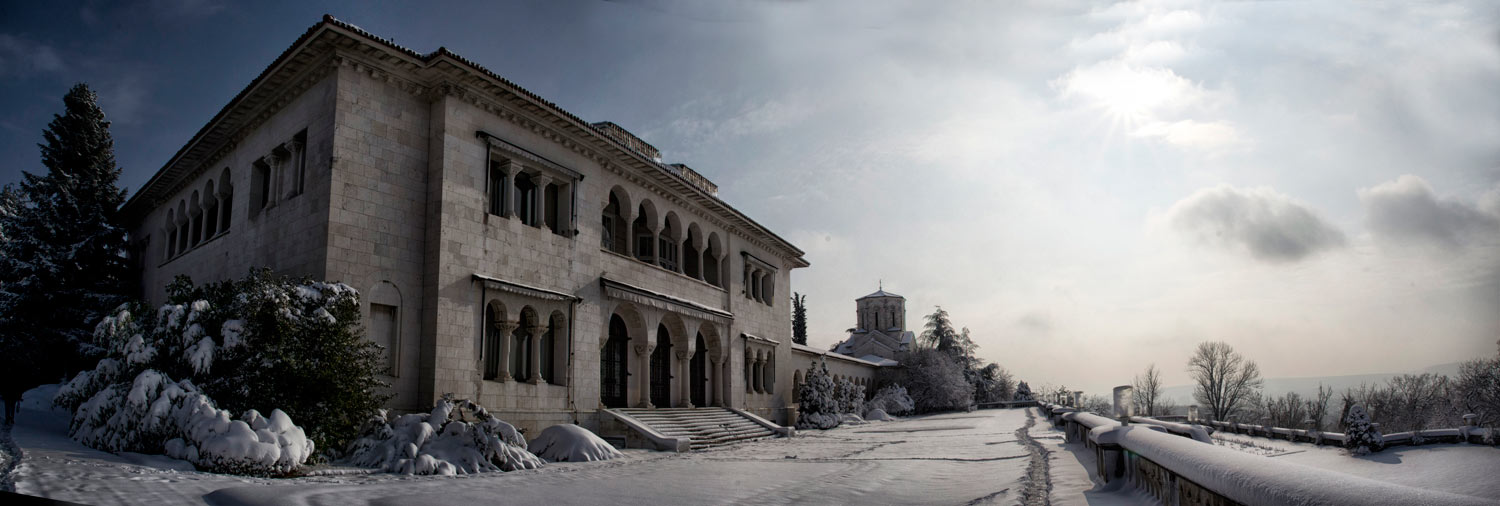
王宮

王宮是南斯拉夫王國卡拉喬傑維奇王朝的王宮，位在塞爾維亞首都貝爾格萊德。
王宮修建於1924年至1929年，由亞歷山大一世下令修建，建築設計者是日沃金·尼科利奇和尼古拉·克拉斯诺夫。王宮是塞爾維亞拜占庭建築的代表範例。